# Qəzənfər Əkbərov
Qəzənfər Qulam oğlu Əkbərov (ros. Газанфар Гулам оглы Акперов, Gazanfar Gułam ogły Akpierow, Gazanfar Akbarow; ur. 4 kwietnia 1917 we wsi Cəhri w Nachiczewanie, zm. 3 sierpnia 1944 w Nadmie) – starszy sierżant Armii Czerwonej, Bohater Związku Radzieckiego (1944).

## Życiorys
Urodził się w rodzinie azerskiej. W 1941 ukończył Nachiczewański Instytut Nauczycielski i został dyrektorem niepełnej szkoły średniej, po ataku Niemiec na ZSRR został wcielony do Armii Czerwonej, skończył szkołę pułkową i od sierpnia 1941 brał udział w walkach z Niemcami. W 1944 został członkiem WKP(b). Szczególnie wyróżnił się podczas walk na Białorusi i w Polsce. 3 sierpnia 1944 w rejonie Nadmy na Mazowszu wraz ze swoim oddziałem zniszczył cztery niemieckie czołgi (w tym dwa osobiście) i zabił ok. 100 żołnierzy wroga; podczas tej walki został ciężko ranny, a następnie zginął.

## Odznaczenia
- Złota Gwiazda Bohatera Związku Radzieckiego (pośmiertnie, 26 października 1944)
- Order Lenina (pośmiertnie, 1944)
- Order Czerwonej Gwiazdy (1941)
- Medal „Za Odwagę” (1941)